# In the Heat of the Night (Lied)
In the Heat of the Night ist ein Lied von Sandra aus dem Jahr 1985, das von Michael Cretu, Hubert Kah, Markus Löhr und Klaus Hirschburger geschrieben wurde. Löhr und Hirschburger gehörten zur damaligen Band von Hubert Kah.

## Geschichte
In the Heat of the Night wurde am 4. November 1985 veröffentlicht. Das Stück wurde ein Nummer-eins-Hit in Israel und ein Top-Ten-Hit in vielen Ländern wie Deutschland und der Schweiz. Das Lied ist in der Singlefassung 3:48 Minuten lang. Auf der B-Seite befindet sich das instrumentale Stück Heatwave. In the Heat of the Night erschien auch auf dem Album The Long Play. Die Albumfassung dauert 5:20 Minuten, die Extended Version ist 7:32 Minuten lang. Der Backgroundgesang stammt von Hubert Kah. 
Am 30. November 1985 führte Sandra den Song bei Peters Pop Show vor einem internationalen Publikum auf.
Auf beiden Remix-Alben My Favourites (1999) und Reflections - The Reproduced Hits (2006) ist der Song in neu gemixten Versionen vertreten. Ein Jahr später wurden vom französischen Zweig von Virgin Records zwei weitere Remixe an Future Vision und Superfunk in Auftrag gegeben. Diese erschienen auf der Limited Edition des Albums, digital als Remix-EP, physisch jedoch nur als 12"-Promo-Maxi. Auch für die Kompilation The Very Best Of, gab es 2016 eine neue Version, den Tropical Future Remix von masQraider. Der Song wurde auch im Videospiel Dance Dance Revolution verwendet.

## Musikvideos
Regisseur des Musikvideos war Michael Bentele. Im Video bot Sandra mit den Musikern ihrer Band das Lied auf einem ähnlich einer Sauna dekorierten Set dar. Am 11. November 1985 trat Sandra mit dem Lied bei Formel Eins auf, wofür ein zusätzlicher Videoclip gedreht wurde, der die Musiker in einer waldähnlichen Umgebung zeigt.

## Kommerzieller Erfolg

### Chartplatzierungen
| ChartsChartplatzierungen | Höchstplatzierung | Wochen |
| ------------------------ | ----------------- | ------ |
| Deutschland (GfK)        | 2 (15 Wo.)        | 15     |
| Frankreich (SNEP)        | 5 (21 Wo.)        | 21     |
| Österreich (Ö3)          | 6 (10 Wo.)        | 10     |
| Schweiz (IFPI)           | 2 (11 Wo.)        | 11     |

| ChartsJahrescharts (1986) | Platzierung |
| ------------------------- | ----------- |
| Deutschland (GfK)         | 26          |

### Auszeichnungen für Musikverkäufe
| Land/Region       | Auszeichnungen für Musikverkäufe (Land/Region, Auszeichnung, Verkäufe) | Verkäufe |
| ----------------- | ---------------------------------------------------------------------- | -------- |
| Frankreich (SNEP) | Silber                                                                 | 250.000  |
| Insgesamt         | 1× Silber ·                                                            | 250.000  |

## Coverversionen
- 1999: To/Die/For
- 2006: Aloha from Hell